# Valentin Schindler
Valentin Schindler (* 14. Februar (12. Februar?) 1543 in Oederan; † 11. Juni (8. Juni?) 1604 in Helmstedt) war ein deutscher Philologe und Orientalist.

## Leben
Schindler hatte am 6. März 1555 die kurfürstliche Landesschule Pforta bezogen und sich im Sommersemester 1558 an der Universität Leipzig immatrikuliert. Nachdem er in Leipzig seine ersten Studien aufgenommen hatte, wechselte er am 28. Juli 1562 an die Universität Wittenberg. Hier erwarb er am 7. September 1564 den niedrigsten akademischen Grad eines Baccalaureus, erlangte am 9. März 1568 den philosophischen Magistergrad und wurde 1571 in die philosophische Fakultät aufgenommen.
Noch im selben Jahr übernahm er die theologische Professur der hebräischen Sprache und wechselte mit dieser an die philosophische Fakultät. Deren Dekan war er im Wintersemester 1576 und 1585, im Sommersemester 1579 Rektor und im nachfolgenden Wintersemester gleichbedeutender Prorektor der Alma Mater. Auf Betreiben der Vertreter der lutherischen Orthodoxie wurde er 1593 aus seinem Wittenberger Lehramt vertrieben und ging am 3. Dezember 1593 als Professor der hebräischen Sprache an die Universität Helmstedt. Schindler war zu seiner Zeit ein weithin geachteter Orientalist, dessen Hauptwerk Lexicon pentaglottum nach seinem Tode erschien und mehrmals im 17. Jahrhundert neu aufgelegt wurde.

## Familie
Schindler war mindestens zwei Mal verheiratet. Seine erste Ehe hatte er vor 1574 mit Katharina NN. († 10. November 1585 in Wittenberg in Kindsnöten) geschlossen. Der Name seiner zweiten Frau ist unbekannt. Sie dürfte er außerhalb von Wittenberg zwischen 1586 und 1588 geheiratet haben. Von den Kindern sind bekannt:
- Valentin Schindler I (* 17. Januar 1574 in Wittenberg; † jung)
- Valentin Schindler II (* 20. November 1575 in Wittenberg † jung)
- Christoph Schindler (* 16. Januar 1579 in Wittenberg; † 18. November 1579 ebenda)
- Christian Schindler Sommersemester 1579 an UWB immatr.
- Andreas Schindler (* 2. Dezember 1580 in Wittenberg)
- Elias Schindler (* 14. Juni 1582 in Wittenberg)
- Felix Schindler (* 14. Januar 1589 in Wittenberg)
- Christine Schindler heiratete am 4. November 1589 den Probst in Klöden M. Georg Niemann aus Torgau

## Werke (Auswahl)
- Institutionum hebraicarum libri VI. Henckel, Wittenberg 1512. (Digitalisat) Spätere Ausg. 1581, 4. Aufl. 1603.
- De accentibus Hebraeorum tractatus. Crato, Wittenberg 1596. (Digitalisat)
- Qoṣer ham-miqrâ. Continens Insigniora Veteris ac Novi Testamenti dicta Hebraice, Chaldaice, Syriace, Graece, Latine, et Germanice = Epitome Bibliorum. Crato, Wittenberg 1578. (Digitalisat)
- Lexicon Pentaglotton, Hebraicum, Chaldaicum, Syriacum, Talmudico-Rabbinicum, et Arabicum. Hanne, Hanau 1612. (Digitalisat) Spätere Ausg. 1649, 1653, 1695 in Frankfurt am Main.

## Weblink
- Druckschriften von und über Valentin Schindler im VD 17.